# Farfetch
Farfetch é uma plataforma de e-commerce de moda de luxo fundada em 2008 pelo empresário português José Neves, com sede fiscal em Londres. 

## História
A Farfetch foi fundada em 2008 por José Neves. Foi durante uma viagem à Semana de Moda de Paris em 2007, que a ideia de apostar no mercado online com uma loja virtual e que permitisse que pequenas boutiques independentes pudessem competir no mercado mantendo suas lojas físicas, veio à tona. 
Inicialmente, em Julho de 2010, a empresa conseguiu um investimento de 4,5 milhões de dólares em ações da Advent Venture Partners para se expandir para o mercado brasileiro, norte-americano e europeu. Após isso, a Farfetch levantou uma segunda rodada de 18 milhões de dólares em financiamento da Advent Venture Partners, Index Ventures e eVenture Capital Partners.
Em março de 2013, um investimento adicional de 20 milhões de dólares foi anunciado pela editora mundial Condé Nast International, que foi apoiada por um financiamento subsequente em maio de 2014, totalizando 66 milhões de dólares de outras fontes de investimento, incluindo a Conde Nast International.
Um marco importante para o negócio foi então alcançado em março de 2015, quando a Farfetch ganhou mais US$ 86 milhões de um grupo de investidores liderado pela empresa de software DST Global. Os antigos investidores também contribuíram para esta rodada de financiamento da Série E, que elevou o investimento total a mais de US$ 195 milhões. Esses investidores incluíam a Advent Ventures Partners, a Condé Nast International, a Index Ventures, a Novel TMT, eVenture e a Vitruvian Partners. Na sequência, em maio de 2015, a Farfetch anunciou a aquisição da boutique Browns. 

### Entrada na bolsa de Nova Iorque
Em 21 de setembro de 2018, a empresa entrou na Bolsa de Valores de Nova Iorque, com mais de 44 milhões de ações a 20 dólares cada (23 euros). A primeira empresa tecnológica portuguesa a entrar na New York Stock Exchange (NYSE) é agora reconhecida na bolsa sob a abreviatura "FTCH".

### Venda
Em 2023, sob risco de falência, a empresa foi adquirida pela sul-coreana Coupang por 500 milhões de dólares.

## Operações
A Farfetch envia globalmente produtos de moda de mais de 1400 boutiques parceiras do site, para mais de 190 países.
A empresa divide as marcas de moda do site em duas categorias de compras: LUXE, que são as marcas de luxo que oferecem produtos high-end e marcas LAB, que incluem marcas emergentes e experimentais. Um terceiro departamento (contemporâneo), com as peças mais casuais e de dia-a-dia, foi consolidado dentro da categoria LAB em setembro 2014, para tornar a navegação do site mais fácil e intuitiva para o consumidor. No Brasil, o site é organizado por marcas nacionais e internacionais.

## Prémios e reconhecimentos
A Farfetch e seus representantes foram vencedores de vários prémios da indústria da moda e do comércio digital:
- Prêmio de Melhor E-tailer - The Drapers E-tail Awards
- Melhor empresa de Start-up de Moda - The European Tech Start-up Awards
- Rising Star Advertiser- Golden Link Awards do Rakuten Affiliate Marketing
- Prêmio Direção Digital - The Luxury Briefing Awards
- Prêmio Direção Digital - The Luxury Briefing Awards
- Prêmio Direção Digital - The Luxury Briefing Awards
- CEO do Ano (José Neves) - Digital Masters Awards
- Excelência em Gestão Geral (Andrew Robb) - Digital Masters Awards
- Melhor E-Store - WGSN Global Fashion Awards
- Melhor campanha de pesquisa orgânica - Performance Marketing Awards
- Prêmio Grand Prix - Prêmios de Marketing de Performance
- Prêmio Direção Digital - The Luxury Briefing Awards
- CEO do Ano (José Neves) - Digital Masters Awards
- Excelência em Gestão Geral (Andrew Robb) - Digital Masters Awards
- Melhor E-Store - WGSN Global Fashion Awards
- Melhor campanha de pesquisa orgânica - Performance Marketing Awards
- Prêmio Grand Prix - Prêmios de Marketing de Performance